# Katholische Universität „Maria, Mutter vom Guten Rat“
Die Katholische Universität „Maria, Mutter vom Guten Rat" (kurz UNIZKM; albanisch Universiteti Katolik “Zoja e Këshillit të Mirë”; italienisch Università Cattolica Nostra Signora del Buon Consiglio; englisch University Our Lady Of Good Counsel) ist eine Privatuniversität in der albanischen Hauptstadt Tirana und Elbasan.
Durch eine Initiative von Papst Johannes Paul II. und Mutter Teresa von Kalkutta wurde die Stiftung Unsere Liebe Frau vom Guten Rat (OLGC) gegründet, die von der Kongregation der Söhne der Unbefleckten Empfängnis (italienisch Figli dell’Immacolata Concezione) verwaltet wird. Die Universität wurde 2004 gegründet und kooperiert mit der Universität Mailand, der Universität Tor Vergata in Rom, der Universität Bari sowie der Universität Florenz.
Die Universität besteht aus vier Fakultäten und bietet Bachelor-, Master- und PhD-Studiengänge in der Hochschulsprache italienisch an:
- Fakultät für Medizin
- Fakultät für Pharmazie
- Fakultät für Wirtschaft, Politik- und Sozialwissenschaften
- Fakultät für angewandte Wissenschaften (Master Architektur; Masterstudiengang Restaurierung, Erhaltung und Management des architektonischen Erbes)